# Ермолович, Николай Иванович
Никола́й Ива́нович Ермоло́вич (бел. Ермало́віч Міко́ла Іва́навіч; 29 апреля 1921, д. Малые Новосёлки Дзержинский район Минской области — 5 марта 2000, Минск) — белорусский писатель. Лауреат Государственной премии Беларуси имени Кастуся Калиновского (1992) за книгу «Древняя Беларусь».
Использовал псевдонимы Сымон Беларус, М. Ермолов, Я. Мікалаеў, Мікола Наваселец, М. Ярмолаў.

## Биография

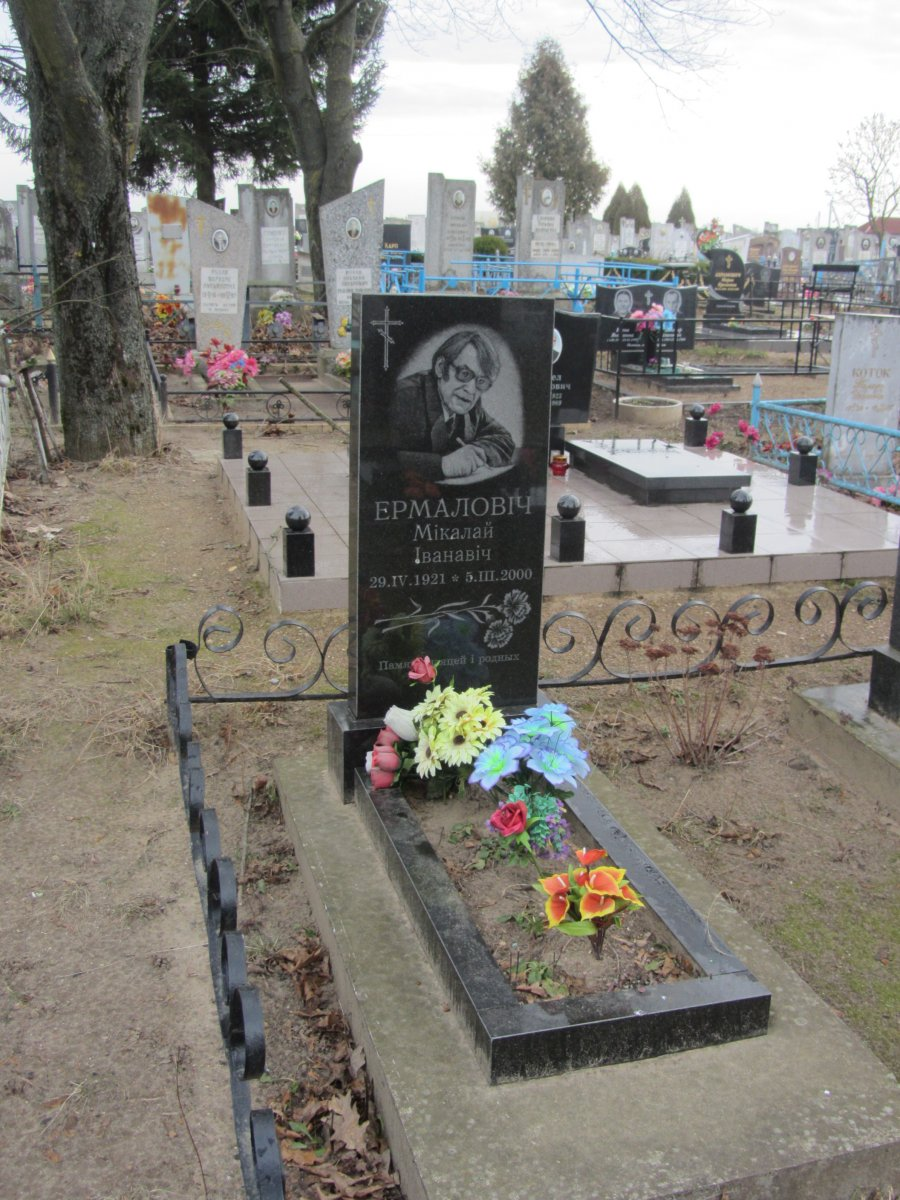
Могила Николая Ермаловича

В 1938 году окончил Койдановскую среднюю школу, после чего поступил на белорусское отделение литературного факультета Минского пединститута, где до начала Второй мировой войны окончил три курса. Ввиду плохого зрения был освобожден от службы в Советской армии. Был эвакуирован и работал учителем русского языка и литературы в дер. Лабаски Мордовской АССР. В 1943 году вернулся в Белоруссию, где в 1943—1944 гг. работал учителем в г.п. Сураж Витебской области, в 1944—1946 годах продолжил работу в Койданово Минской области. С 1946 года возобновил учёбу в пединституте, который окончил в 1947 году, после чего в 1947—1948 годах учился в аспирантуре при пединституте.
В 1948—1955 годах — преподаватель белорусской литературы в Молодечненском учительском институте, а после его закрытия, в 1955—1957 годах — заведующий методическим кабинетом Молодечненского областного института усовершенствования учителей. В конце 1957 года вышел на пенсию вследствие значительного ухудшения зрения. Жил в Минске. Погиб 5 марта 2000 года под колёсами машины, водитель-лихач скрылся с места преступления.
Член Союза писателей СССР (с 1989 года).

## Творчество
Активную литературную деятельность начал в 1948 году. Выступал в печати с критическими и литературоведческими статьями, историческими очерками. Печатался в Молодечненской районной газете, альманахе «Нарочь», газетах «Звязда», «Літаратура і мастацтва», «Голос Родины», журналах «Полымя», «Нёман», «Маладосць», научных сборниках. В 1963 году Ермолович начал издавать рукописный самиздатовский журнал «Подснежник», четыре выпуска которого вышли до 1964 года. Результатом его исследовательской работы было написание в 1968 году книги «По следам одного мифа» (долгое время ходила как самиздат, официально издана в 1989 году). В 1970 году вышла книга «Дорогое беларусам имя», в 1990 году — исследование «Древняя Беларусь: Полоцкий и Новогрудский периоды», в 1994 году — «Древняя Беларусь: Виленский период», в 2000 году — «Белорусское государство Великое Княжество Литовское».
В 1975 году Ермолович под псевдонимом Сымон Беларус возобновил выпуск «Подснежника», но под новым названием «Беседы», к 1976 году вышло около 50 выпусков. «Беседы» многократно перепечатывались, переписывались, распространялись среди белорусской интеллигенции. Название «Беседы» автор выбрал потому что в XIX веке «Беседы» были наиболее расширенном жанром нелегальной печати. В своё издание Ермолович включал произведения, которые не могли быть опубликованы в официальном печати из-за своей социальной и политической направленности. При этом автор готовил свои материалы в Минске (в Государственной библиотеке БССР), печатал в Молодечно на принтере, а затем передавал Евгению Кулику для распространения. Номер выходил примерно раз в неделю.

## Взгляды на историю

Летописная Литва согласно Н. Ермоловичу

Николай Ермолович — основатель новой белорусской романтической историографии, которая противоречила официальной советской концепции истории Беларуси. Работы Ермоловича в значительной степени повлияли на формирование современной общественной мысли и историографии Белоруссии. По политическим мотивам главные концептуальные работы Ермоловича не могли появляться в официальном печати, поэтому рукописи Ермоловича в 1970—1980-х годах обращались в неподцензурной печати. Самиздатовски распространялась работа «По следам одного мифа: Было ли литовское завоевание Беларуси?». Так, к примеру, делались фотокопии с работы Ермоловича «Балтские племена» (газета «Голас Радзімы», 05.11.1981). В машинописном виде распространялась работа «В духе застойного времени». Этот материал Ермолович написал в ответ на статью В. Мелешко и Д. Капыскога «Фактам вопреки» («Советская Белоруссия», 28.07.1987). После того, как редакция «Советской Белоруссии» отказалась печатать его, материал распространялся в машинописных копиях. Позже был опубликован в «Студэнцкай думцы» № 3 за 1989 год.
Альтернативное видение истории Беларуси вызвало раздражение власти, несколько раз на квартиру к Ермоловичу сотрудники КГБ приносили повестки с требованием явиться и разобраться с «извечной самостоятельностью белорусов». Исторические произведения Ермоловича лежали неопубликованными в редакциях журналов, несмотря на то, что эти работы были очень популярны и в большом количестве распространялись самиздатом. Только со времён перестройки свет увидели несколько работ Ермоловича.
Особое внимание уделял политической истории древних земель Беларуси.
Ермолович детально рассмотрел события IX—XIII века на основе анализа исторических источников. Он опровергал тезис российских историков о завоевании «летувисами» (терминология автора) белорусских земель во второй половине XIII века. Локализовал территорию исторической Литвы в пределах современной территории Республики Беларусь, а Великое Княжество Литовское характеризовал как белорусское государство. В современной Беларуси эту концепцию Ермоловича критикует ряд профессиональных историков.
В своей рецензии последней книги Николая Ермоловича «Белорусское государство Великое княжество Литовское» белорусский историк Александр Кравцевич отмечает, что работа Ермоловича не относится к научной литературе.

## Увековечение памяти
28 ноября 2003 году в Молодечно Николаю Ермоловичу был торжественно открыт памятный знак.
В год 90-летнего юбилея историка, 19 мая 2011 года, дату отметили в Молодечно.

## Награды
- Государственная премия Республики Беларусь за книгу «Древняя Беларусь» (1992)
- Премия имени Владимира Короткевича
- Медаль Франциска Скорины (1993).